# Oligoclada monosticha
Oligoclada monosticha là loài chuồn chuồn trong họ Libellulidae. Loài này được Borror mô tả khoa học đầu tiên năm 1931.